# Futuristische Worttechnik
Futuristische Worttechnik. Offener Brief an F. T. Marinetti ist ein offener Brief des deutschen Erzählers Alfred Döblin an seinen italienischen Schriftstellerkollegen Filippo Tommaso Marinetti, den Begründer des Futurismus und ihren mächtigsten Wortführer. Als Artikel erschien der romanpoetologische Essay im März 1913 in der expressionistischen Zeitung Der Sturm. Im Blatt geht das Supplement zum technischen Manifest der Futuristischen Literatur, eine Antwort Marinettis auf seine Kritiker, dem Schreiben Döblins voraus.
Literaturhistorisch stellt der Artikel einen wichtigen Beitrag zur Futurismus-Rezeption in Deutschland dar. Als Dokument einer kritischen Aneignung avantgardistischer Schreibexperimente antizipiert die Schrift Döblins erste romanpoetologische Hauptschrift An Romanautoren und ihre Kritiker. Berliner Programm.

## Hintergrund
Am 20. Februar 1909 publizierte Marinetti in der französischen Zeitung Le Figaro das Futuristische Manifest. Der Sturm-Verleger Herwarth Walden gab 1912 eine Übersetzung aus dem Französischen heraus. Im selben Jahr organisierte er die zweite futuristische Kunstausstellung in Berlin. Neben Umberto Boccioni traf Döblin dort auch auf Marinetti. In seinem Artikel Bilder der Futuristen vom März 1912 zeigte er sich wie eine große Zahl seiner avantgardistischen Kollegen begeistert von der neuen Bewegung.
Döblin rezipierte zahlreiche Arbeiten Marinettis, darunter den Roman Mafarka der Futurist. Afrikanischer Roman, den im Oktober 1912 im Sturm erschienenen Artikel Technisches Manifest der futuristischen Literatur und das Gedicht La battaglia di Tripoli mit seinen aus Substantiven, teils Komposita bestehenden Assoziationen. Bataille: Poids + Odeu, ein Auszug aus der Schlachtbeschreibung in französischer Sprache, war am Ende des Supplements Döblins Erwiderung vorausgeschickt.

## Inhalt
Döblin begrüßt den Erneuerungselan der Futuristen und ihren Angriff auf die Dekadenzliteratur. Gemein sei den Futuristen wie dem Autor die Tendenz zur Sachlichkeit, doch lehnt er den Versuch ab, durch Anhäufung von Tatsachen die Realität wiederzugeben. Die Konzentration auf Substantive, demnach Adjektiv und Adverb nur unnötiges Beiwerk seien, wie die Aufgabe der Syntax als sprachliche Sinninstanz unter Einführung von Assoziationsketten, kritisiert der Autor als Einschränkung der Darstellungskunst. Das Ergebnis von Marinettis Schreibtechnik sei demnach weniger eine literarische Bewältigung der Realität in Nachfolge der Naturalisten als ein Rückfall in die vormoderne Literatur und somit ein Abschied von der futuristischen Erneuerung. Abschließend empfiehlt Döblin seinen Kollegen den Expressionismus und verabschiedet sich mit „Pflegen Sie Ihren Futurismus. Ich pflege meinen Döblinismus“.

## Rezeption
Eine Antwort Marinettis blieb aus. Guillaume Apollinaire gratulierte dem Autor zum Angriff.
Die Polemik wurde unterschiedlich gewertet. „Ein beschämendes Dokument deutscher Humorlosigkeit“ nannte Armin Arnold den Text. Volker Pirsich bewertete es als ein Pamphlet. Döblin sei es kaum um eine Auseinandersetzung mit dem Futurismus gegangen, vielmehr rechne er mit Marinetti ab, wenngleich inhaltliche Streitigkeiten angesprochen werden. Dagegen bemerkt Petra Brunnhuber, dass „die Auseinandersetzung Döblins mit dem Futurismus […] als Voraussetzung für seine weitere Arbeit gesehen werden“ müsse.
Nach Luca Renzi wendet sich Döblin mit seiner Schrift gegen den bürgerlichen Roman des vorausgegangenen Jahrhunderts.

## Textausgaben
- Alfred Döblin: Futuristische Worttechnik [1913]. In: Schriften zu Ästhetik, Poetik und Literatur, hrsg. von Erich Kleinschmidt. Olten/Freiburg in Breisgau 1989, S. 113–119.